# Francesc Roca i Alcaide
Francesc Roca i Alcaide (Puçol, 1881 - Puçol, 1973) va ser un mestre, activista cultural i historiador valencià.
Es va graduar com a mestre per l'Escola Normal de València. Després d'exercir com a mestre a Requena, l'any 1917 fou destinat a l'escola unitària Colom de Borriana i el 1924 fou nomenat director de les Escoles Graduades. A Borriana impulsà la creació d'una Biblioteca Popular i el Museu Local de les Escoles Graduades, activitats culturals adreçades a aconseguir una renovació pedagògica a l'escola. També hi va crear el Menjador de Pobres —iniciativa per a ajudar els alumnes més necessitats.
L'any 1932 va publicar a Castelló de la Plana la seua Historia de Burriana, després de més d'una dècada d'investigació.
En acabar la Guerra Civil Espanyola va ser depurat, empresonat i desterrat de Borriana. Va tornar a Puçol, on visqué de l'agricultura fins a la seua mort l'any 1973.
A Borriana té dedicat un col·legi públic i a Puçol un carrer.